# Friedrich von Schmidt

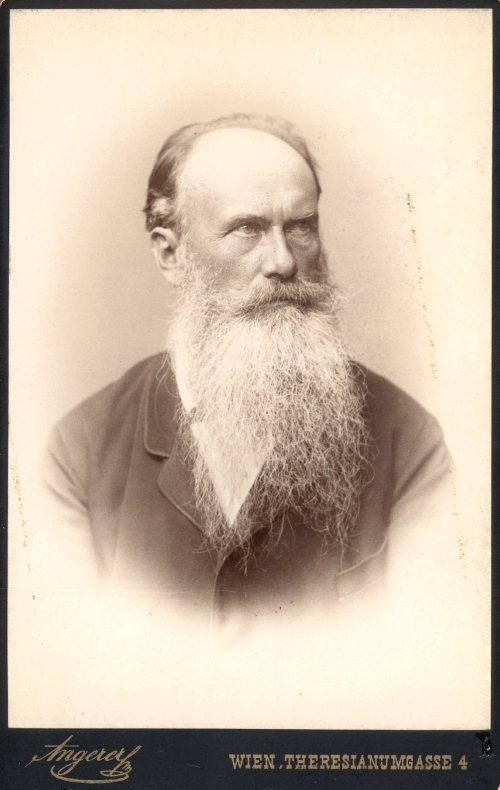
Friedrich von Schmidt

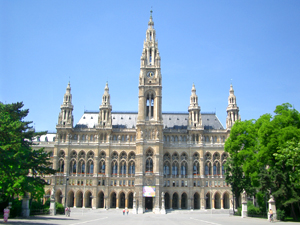
Rådhuset i Wien av Friedrich von Schmidt

Friedrich von Schmidt, född 22 oktober 1825 i Frickenhofen i Württemberg, död 23 januari 1891 i Wien i Österrike-Ungern, var en tysk friherre och arkitekt.
Schmidt började som stenhuggare, arbetade på Kölnerdomen, tog starka intryck av dess arkitekt Ernst Friedrich Zwirner och blev nygotikens främste representant i den moderna tyska arkitekturen. Hans tävlingsförslag till rådhusbyggnaden i Berlin (1857) belönades med första priset, men kom inte längre än på papperet. Samma år blev han professor vid akademien i Milano, 1859 professor vid Wiens konstakademi och 1862 byggmästare vid Stefansdomen, vars torn han fullbordade 1864. Efter jordbävningen i Zagreb 1880 deltog Schmidt i restaureringen av S:t Stefanskatedralen, som då fick sitt nuvarande utseende.    
I Wien byggde han fyra kyrkor, bland dem den framför allt i planläggningen originella gotiska kupolkyrkan i stadsdelen Fünfhaus. Men hans storverk är rådhuset i Wien. Schmidt segrade vid pristävlan 1868 bland 63 tävlande. Sedan uppstod en häftig strid om den stil han valt: ett rådhus i gotik mitt ibland de klassicistiska eller i renässans hållna byggnaderna vid Ringstrasse syntes mången en styggelse. Schmidt fick sin vilja genom att få rådhuset placerad på Paradeplatz, och där stod det färdigt 1883. Det är hållet i en ganska självständig gotik med dragning åt renässans. 
Schmidt var även framstående som lärare. Bland representanterna för Wiens arkitektur under 1800-talets senare hälft var han en av de starkaste och mest självständiga. Han blev hedersborgare i Wien och friherre och efter hans död uppställdes ett monument till hans ära på platsen framför rådhuset.
Friedrichs sonsons dotter, friherrinnan Dorette Cornelia von Schmidt (gift Breig), flyttade till Sverige 1949.